# 山田基成
山田 基成（やまだ もとなり、1954年 - ）は、日本の経営学者。名古屋大学名誉教授。元日本中小企業学会副会長。

## 人物・経歴
岐阜県生まれ。1977年名古屋大学経済学部卒業。1982年名古屋大学大学院経済学研究科博士後期課程満期退学。名古屋大学経済学部助手、名古屋大学経済学部専任講師、名古屋大学大学院経済学研究科准教授を経て、名古屋大学大学院経済学研究科教授に昇格。
2004年日本中小企業学会副会長。2013年シキシマ学術・文化振興財団理事。2015年名古屋大学大学院経済学研究科附属国際経済政策研究センター長。2020年定年退職、名古屋大学名誉教授。
愛知県産業労働計画（仮称）策定委員会委員長、愛知ブランド評価委員会委員長、豊田市産業振興委員会会長、ASEAN-NAGOYA CLUB理事等も歴任した。専門は生産管理、中小企業経営。

## 著書
- 『中小企業IT活用 : 導入手法・事例分析・支援策』ぎょうせい 2002年
- 『モノづくり企業の技術経営 : 事業システムのイノベーション能力』中央経済社 2010年
- 『中小企業のマネジメント : 名古屋経営の実証的研究』中央経済社 2011年